# زهرا اشراقی
زهرا اشراقی (زادهٔ ۱۳۴۳) فعال سیاسی اصلاح‌طلب و سیاست‌مدار ایرانی است. او نوهٔ دختریِ سید روح‌الله خمینی و دختر شهاب‌الدین اشراقی است. همسر وی سید محمدرضا خاتمی عضو شورای مرکزی جبهه مشارکت ایران اسلامی و برادر رئیس‌جمهور پیشین ایران سید محمد خاتمی است.

## اظهارات جنجالی
در ۲۱ مهر ۱۳۹۲، انتشار متن مصاحبه الشرق الاوسط با زهرا اشراقی، با حواشی و جنجال‌های زیادی همراه شد. وی در این مصاحبه، اظهار داشت که دوست دارد تابوشکن باشد و ضمن ابراز علاقه نسبت به سریال حریم سلطان، از علاقه‌مندی خود به صدای هایده و مهستی سخن گفت و اشاره کرد که به دلیل جنجال‌های احتمالی نمی‌تواند بگوید که گوگوش را دوست دارد. سخنان زهرا اشراقی در این مصاحبه و به عنوان نوهٔ رهبر پیشین ایران جنجال رسانه ای فراوانی ایجاد نمود.

## تبار
وی از طرف مادر 
از  تبار سیدروح الله موسوی خمینی بنیانگذارجمهوری اسلامی ایران می‌باشد.
و از سمت پدر
برجسته‌ترین نیای پدری وی حاج میرزا محمد ارباب قمی از مراجع وقت از شاگردان برجسته میرزای شیرازی بود. جد مادری شهاب‌الدین اشراقی دختر احمد طباطبایی قمی برادر بزرگ حسین طباطبایی قمی از مراجع وقت بود